# Huéneja
Huéneja és un municipi de la província de Granada, amb una superfície de 116,69 km², una població de 1.222 habitants (2004) i una densitat de població de 10,47 hab/km².